# Ashow
Ashow – wieś w Anglii, w hrabstwie Warwickshire. Leży 6 km na północny wschód od miasta Warwick i 133 km na północny zachód od Londynu.